# Jorge Álvarez
Jorge Daniel Álvarez Rodas (ur. 28 stycznia 1998 w Tegucigalpie) – honduraski piłkarz występujący na pozycji defensywnego pomocnika, zawodnik CD Olimpia. Reprezentant Hondurasu.

## Życiorys

### Kariera klubowa
Grę w piłkę nożną rozpoczął jako junior w Municipal Valencia, gdzie od szóstego roku życia przeszedł przez różne kategorie klubu. Karierę piłkarską rozpoczął w honduraskim klubie CD Olimpia z Liga Nacional de Fútbol Profesional de Honduras, skąd w 2018 wypożyczony był do Lobos UPNFM.

### Kariera reprezentacyjna
Był reprezentantem Hondurasu w kategoriach: U-17, U-20 i U-23. 
18 września 2015 ogłoszono, że został powołany do gry w mistrzostwach świata U-17 (Chile, 2015). W 2017 wystąpił na mistrzostwach świata U-20 (Korea Południowa, 2017).
W seniorskiej reprezentacji Hondurasu zadebiutował 27 marca 2019 na stadionie Red Bull Arena (Harrison, Stany Zjednoczone) w zremisowanym 0:0 meczu towarzyskim przeciwko reprezentacji Ekwadoru, na boisko wszedł w 80 min. zmieniając Alexandera Lópeza. Był uczestnikiem turnieju Złoty Puchar CONCACAF 2019 i rozgrywek Liga Narodów CONCACAF 2019/2020.

## Sukcesy

### Klubowe
CD Olimpia
- Zwycięzca w CONCACAF League: 2017
- Zwycięzca w Liga Nacional de Fútbol Profesional de Honduras: 2019

### Reprezentacyjne
Honduras U-20
- Zdobywca drugiego miejsca w mistrzostwach Ameryki Północnej: 2017

Honduras
- Zdobywca drugiego miejsca w igrzyskach panamerykańskich: 2019